# Будурусов, Василий Дмитриевич
Василий Дмитриевич Будурусов (1916―1990) ― участник Великой Отечественной войны, кавалер Ордена Славы III степени, снайпер, уничтожил 20 солдат и офицеров противника, командир отделения 955-го стрелкового полка 309-й стрелковой дивизии.

## Биография
Родился d 1916 году в Абагинском наслеге Амгинского улуса Якути. Вместе с отцом еще подростком работал ямщиком между станциями Слобода Амги и Крестяхом. Был комсомольцем.
В 1935 году окончил Якутскую национальную военную школу.
Мобилизован в Красную Армию 27 июня 1941 года Чурапчинским РВК. На фронте впервые принял участие в бою с 12 июля 1942 года  на должности командира отделения 5-й роты 2-го стрелкового батальона 955-го СП 309-й стрелковой дивизии. В этих боях проявил мужество и стойкость. 29 июля 1942 года был представлен к боевой награде, медали «За отвагу». 
Командир и военный комиссар 955-го полка так написали о его подвиге: «12.07.42 г. тов. Будурусов со своим взводом попал под перекрестный огонь трех станковых пулеметов и взвода автоматчиков противника, но подбадривал товарищей, не растерялся: залег и ожесточенно отстреливаясь винтовкой и гранатами, благополучно вышел из окружения. При этом он метким огнем из винтовки уничтожил 15 фашистов, не считая раненых. В этом бою он показал себя решительным, хладнокровным командиром... Отходил, прикрывая огнем боевых товарищей. 13.07.42 г., будучи в боевом охранении, он уничтожил метким огнем еще пять фашистов».
В августе 1942 года подвиг Василия Будурусова освещался в армейской газете «Звезда». В статье К. Альского «Бить врага по-будурусовски» во фронтовой газете «Во Славу Родины» от 22 февраля 44 года написано: «Часть форсировала Дон. Младший сержант якут Будурусов, маскируясь в высокой пшенице, открыл по врагу прицельный огонь...».
В боях под городом Ростов-на-Дону Будурусов был тяжело ранен, после госпиталя был демобилизован.
После войны бывший младший командир Василий Будурусов был награжден орденом Славы III степени и медалями. Умер в 1960 году.